# Norman Smith (calciatore)
Norman Smith (Newburn, 15 dicembre 1897 – Newcastle upon Tyne, 18 maggio 1978) è stato un calciatore e allenatore di calcio inglese, di ruolo difensore.

## Carriera

### Club
Inizia la sua carriera calcistica tra le file dell'Huddersfield Town. Rimane sotto contratto con i Terriers fino al 1927, anno in cui si trasferì definitivamente allo Sheffield Wednesday. Totalizzando solamente 19 presenze in tre annate e venendo ceduto nel 1930 al QPR. Dopo due anni passa in Svizzera al Kreuzlingen. Nel 1934 va al San Gallo, per poi lasciarlo definitivamente nel 1938, anno in cui annuncia il suo addio dalle attività agonistiche

### Allenatore
Stan Seymour lo nominò suo assistente nel 1939 al Newcastle United, contribuendo al successo del club negli anni '50. Dato il suo contributo sulla panchina del club, nel 1961 è stato promosso a tecnico in seguito all'esonero di Charlie Mitten. Concluse la stagione vincendo solamente dodici partite su 35, ottenendo comunque un grande rispetto da parte della tifoseria del St James' Park. Si è dimesso dalla sua carica a fine stagione e a lui succedette Joe Harvey.
Smith morì improvvisamente il 18 maggio 1978 quando ebbe un malore mentre stava ritornando a casa da una partita allo stadio.

## Palmarès

### Club

#### Competizioni nazionali
- Campionato inglese: 4

Huddersfield Town: 1924-1925, 1925-1926
Sheffield Wednesday: 1928-1929, 1929-1930
- Prima Lega: 1

San Gallo: 1934-1935